# Raúl Gorriti
Raúl Enrique Gorriti Drago (ur. 10 października 1956 w Camanie, zm. 2 kwietnia 2015) – piłkarz peruwiański grający podczas kariery na pozycji pomocnika.

## Kariera klubowa
Całą piłkarską karierę Raúl Gorriti spędził w klubie Club Sporting Cristal. Ze Sportingiem zdobył czterokrotnie zdobył mistrzostwo Peru w 1979, 1980, 1983 i 1988.

## Kariera reprezentacyjna
W reprezentacji Peru Gorriti zadebiutował 24 listopada 1976 w zremisowanym 0-0 towarzyskim meczu z Urugwajem.
W 1978 uczestniczył w Mistrzostwach Świata. Na turnieju w Argentynie Peru odpadło w drugiej fazie grupowej, a Gorriti wystąpił tylko w meczu z Argentyną w drugiej fazie grupowej. W 1979 wziął udział w turnieju Copa América. Na tym turnieju wystąpił w meczu z Chile.
Ostatni raz w reprezentacji wystąpił 1 listopada 1979 w przegranym 0-1 towarzyskim meczu z Meksykiem.
Od 1976 do 1979 Gorriti rozegrał w reprezentacji Peru 11 spotkań, w których zdobył bramkę.